# Relations entre la Suède et l'Union européenne
Les relations entre la Suède et l'Union européenne sont des relations verticales impliquant l'organisation supranationale et un de ses États membres. Troisième plus grand pays de l'UE par sa superficie, la Suède compte 20 députés au Parlement européen et dispose de 10 voix au Conseil de l'Union européenne.

## Historique
La Suède fait partie des pays européen ayant tenu une stricte neutralité diplomatique pendant la guerre froide et ayant conservé ce statut par la suite ; avant son adhésion à l'Union européenne, elle faisait partie de l'AELE avec ses voisins fennoscandinaves (Danemark, Islande, Finlande et Norvège) avec qui elle partage toujours des liens étroits au sein des structures du Conseil nordique. Avec la fin de la guerre froide, la situation géographique et économique de la Suède lui fait prendre conscience de l'opportunité de participer à l'UE afin de pouvoir influer sur les décisions en Europe qui la concernent de plus en plus (en faisant partie de l'Espace économique européen constitué en 1994, elle était de facto soumise aux diverses réglementations de l'UE).
Des négociations approfondies sont engagées et comme le pays remplit déjà la majorité des critères politiques et économiques requis, celles-ci sont courtes (les négociations sont entamées le 1er février 1993 et terminées en mars 1994). À l'issue d'un référendum appelant les citoyens à se positionner en faveur ou contre l'adhésion de leur pays à l'Union européenne, ceux-ci se prononcent en faveur à 52,3 %, soit le score le plus bas parmi les trois pays qui ont participé au quatrième élargissement de l'Union européenne (les citoyens de Norvège se prononçant majoritairement contre).
Le pays intègre l'espace Schengen mais refuse d'adopter l'euro en 2003 ; il est pleinement acteur au sein des instances européennes et est à l'initiative de plusieurs grands projets à l'échelle du continent et au-delà, notamment sur des sujets de médiation internationale dans des pays ou régions en conflit et de protection de l'environnement. La Suède promeut sa « vision éthique des relations internationales au sein de l'UE »,.

### Procédure d'adoption de l'euro
Le traité d'adhésion à l'UE précise que la Suède doit à terme rejoindre la zone euro ; toutefois elle ne remplit volontairement pas certains critères et notamment celui de participer au MCE II pendant deux ans minimum et de maintenir le cours de la couronne suédoise avec une parité contrainte autour de l'euro.
« La Suède en Europe » (suédois : Stiftelsen Sverige i Europa) a été la principale campagne menée en faveur de l'adoption par le pays de l'euro lors du référendum de 2003 sur le sujet.

## Sources

## Compléments